# 中心前溝
中心前溝（ちゅうしんぜんこう、英: Precentral sulcus）は、中心溝に対して平行に、その前方を走る脳溝である。
中心前溝は上前頭回、中前頭回、下前頭回と、中心前回を分けている。ほとんどの脳の場合、中心前溝は、上中心前溝（英: Superior precentral sulcus）と下中心前溝（英: Inferior precentral sulcus）の2つの部分に分かれている。しかし、中心前溝が3つの部分に分かれていたり、1つの連続した脳溝を形成している場合もある。

## 画像

中心前溝の位置を色々な角度から見た動画。赤く塗られている所が中心前溝。
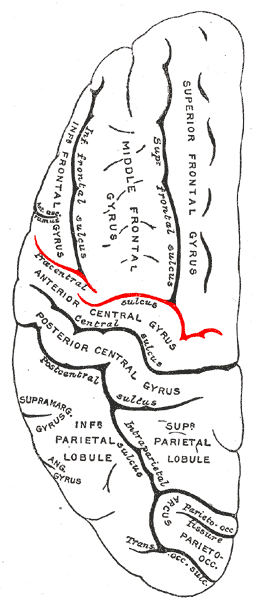
左大脳半球の外側面を上から見た図。赤い所が中心前溝